# Kathedrale von Syrakus

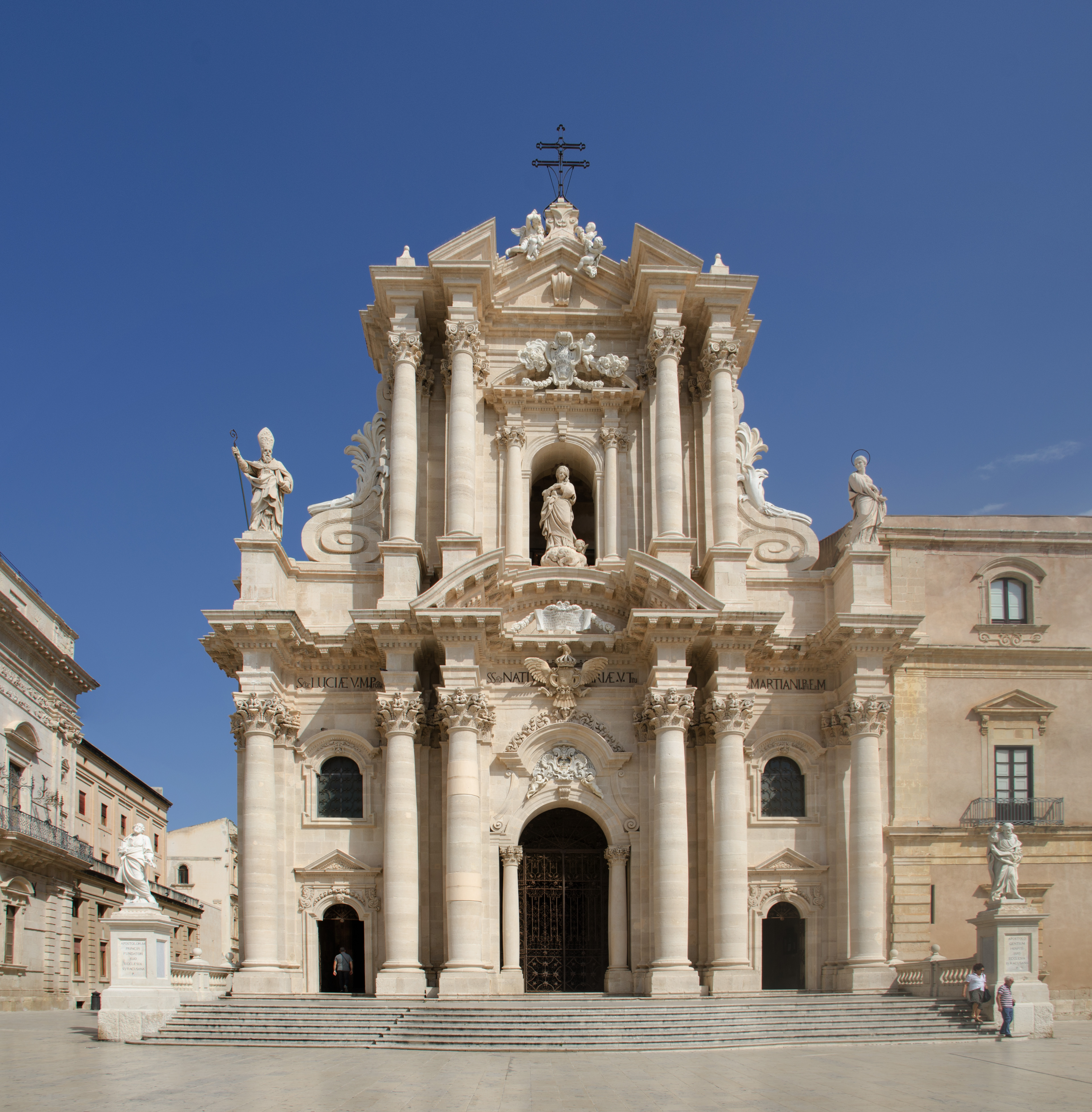
Die barocke Fassade

Die Kathedrale Santa Maria delle Colonne (Heilige Maria der Säulen) ist Hauptkirche der sizilianischen Stadt Syrakus und die Kathedrale des Erzbistums Syrakus in der Kirchenregion Sizilien. Sie liegt an der höchsten Stelle der Insel Ortygia, die gleichzeitig der Siedlungskern und das älteste Stadtviertel der antiken Stadt war. Der Bau inkorporiert große Teile eines antiken, der Athene geweihten Tempels. Seit dem 7. Jahrhundert wurde unter dem Bischof Zosimus der Umbau zur Kirche, zunächst im byzantinischen Stil, vorangetrieben. Nach den Umbauten und Erweiterungen der folgenden Jahrhunderte bietet die Kathedrale heute ein in dieser Form einzigartiges architektonisches Mischbild. Neben den immer noch als solche erkennbar gebliebenen Teilen des antiken Tempels sind Elemente der byzantinischen Baukunst, der normannischen Romanik und des sizilianischen Barocks in ihr vereint.

## Baugeschichte

### Vorgängerbauten
Aus dem 7. Jahrhundert v. Chr. stammen Fundamente eines Athenaheiligtums der griechischen Siedler in der Nähe der heutigen Kathedrale. Das Heiligtum hatte die Form eines langgestreckten Megarons mit vorgelagertem Altar. Der Altar wurde bei Ausgrabungen zu Beginn des 20. Jahrhunderts zutage gefördert.
Im 6. Jahrhundert (ca. ab 530 v. Chr.) sollte dieses Heiligtum durch ein größeres ersetzt werden. Dieses sollte ein Peripteros (Ringhallentempel) im ionischen Baustil werden. Der Bau des Artemistempels wurde jedoch aufgegeben, als 480–470 v. Chr. nach dem Sieg bei Himera über die Karthager unter Gelon von Syrakus der Bau des dorischen Siegestempels neben dem ionischen begonnen wurde.

### Der dorische Tempel

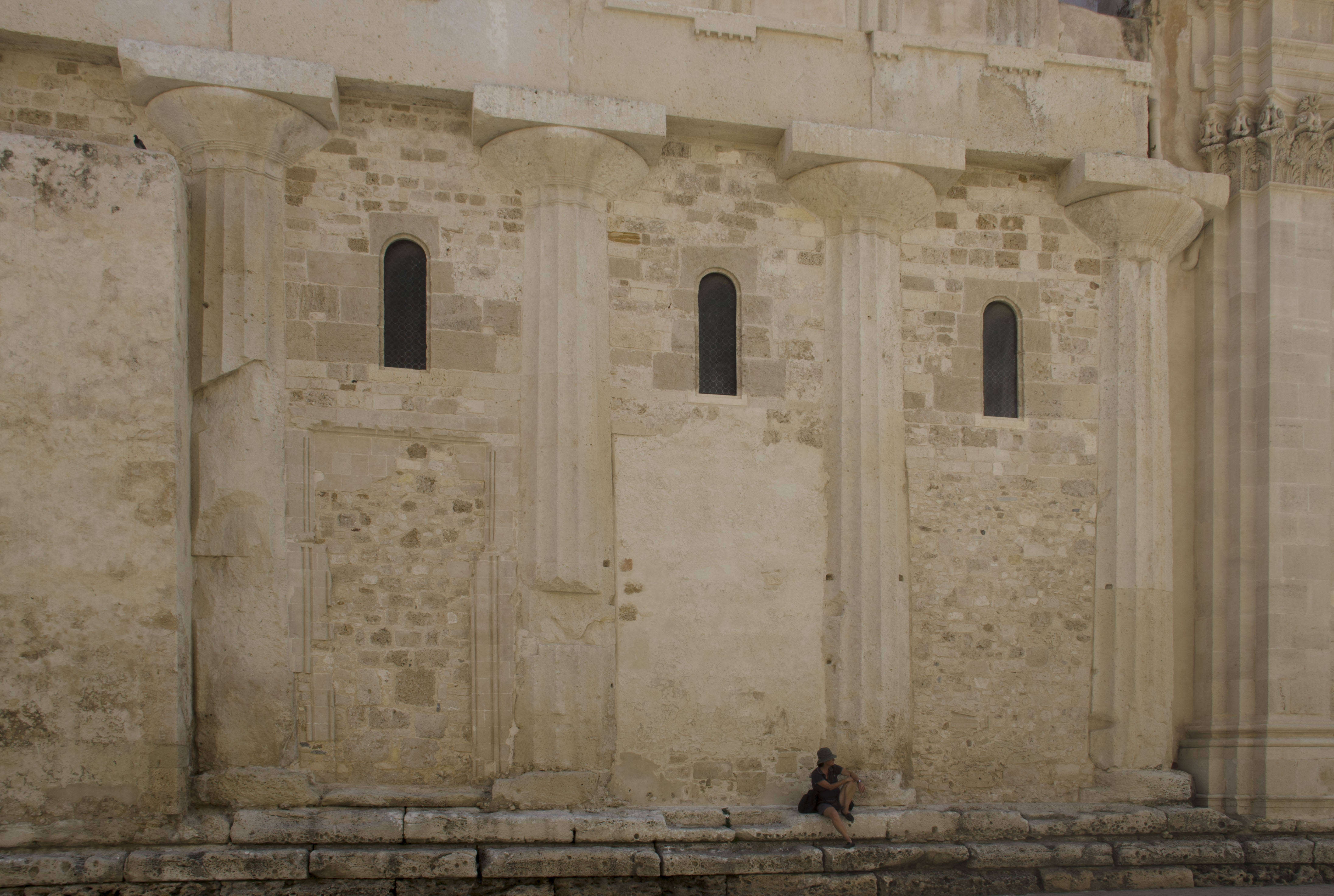
Ausgemauerte Zwischenräume der Originalsäulen in der linken Seitenwand

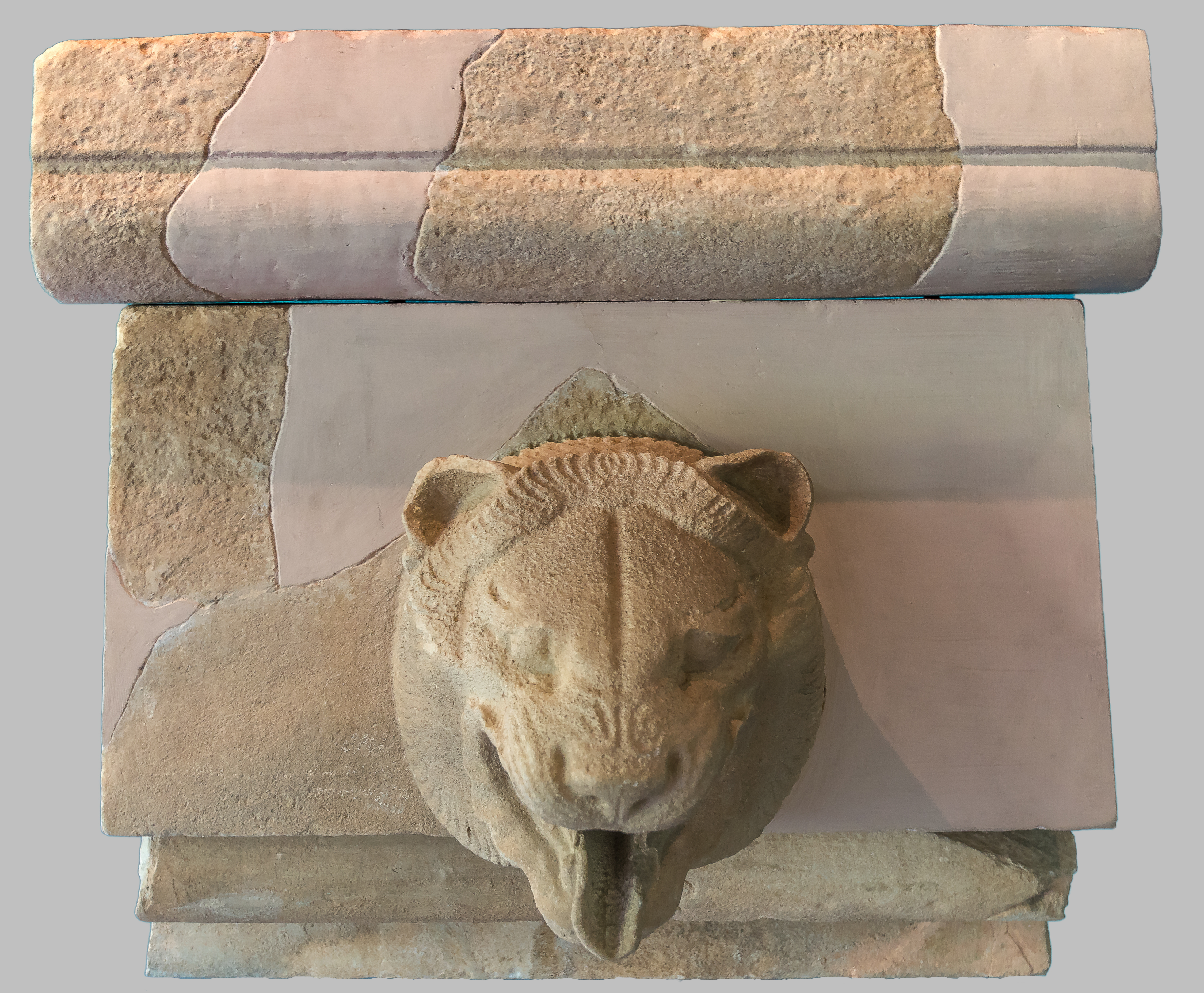
Abtropfstein vom Athenatempel

Der dorische Siegestempel, der der Athena geweiht war, war als Naos hexastylos (also mit sechs Säulen auf der Stirnseite) und Peripteros (Tempel mit umlaufender Säulenreihe) angelegt. Entlang der Lateralseiten standen je 14 Säulen. Die Abmessungen des Bauwerks betrugen 22 mal 55 Meter, die Säulen waren fast neun Meter hoch. Durch Marcus Tullius Cicero ist die Dekoration in Elfenbein und Gold und eine Serie bemalter Tafeln überliefert. Diese stellten eine Kavallerieschlacht zwischen Agathokles von Syrakus und den Karthagern sowie die Bildnisse von 27 Tyrannen und Königen der Stadt dar. Die Hauptfassade des Tempels befand sich nach Osten hin an der Chorseite der heutigen Kathedrale.

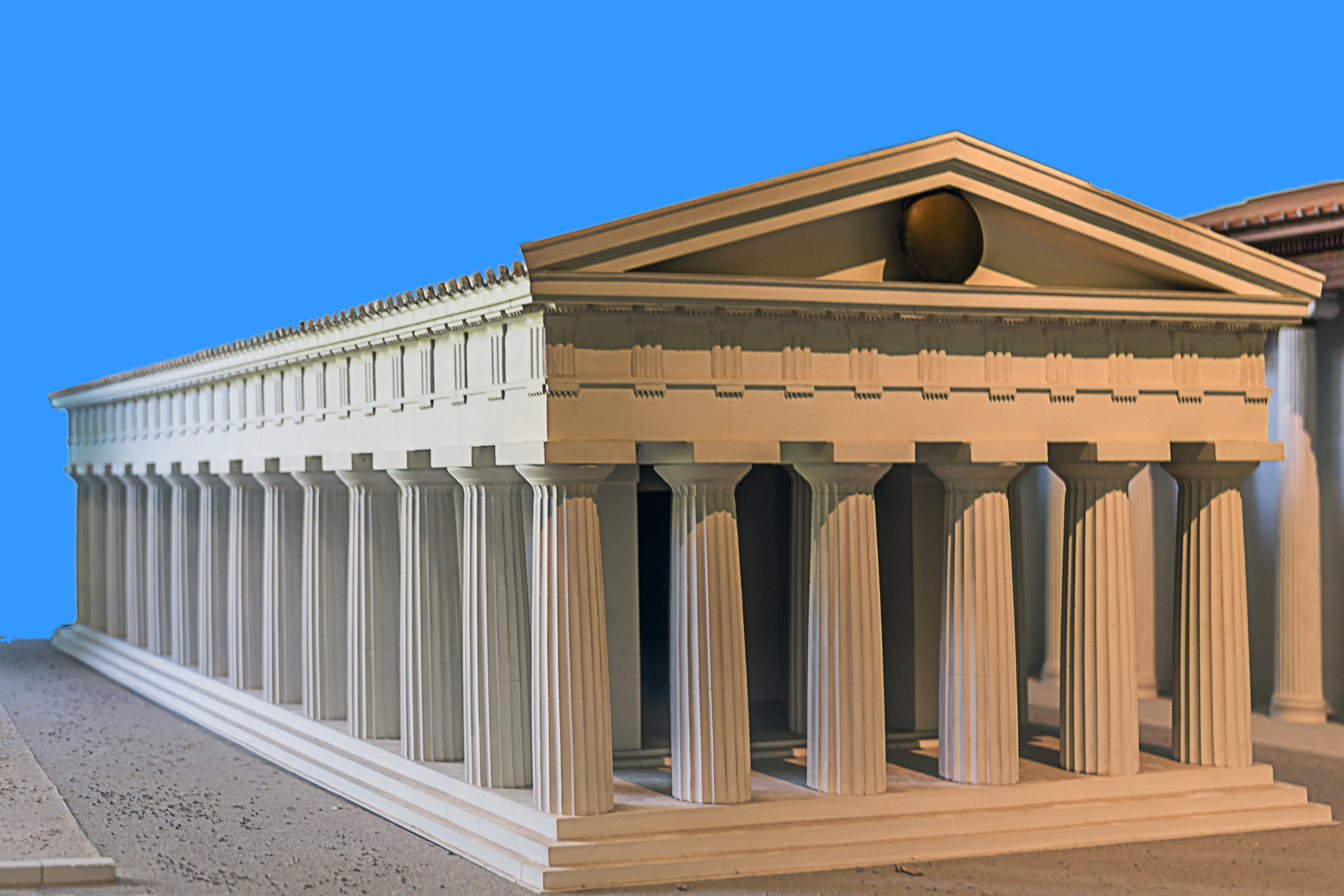
Modell des Athenatempels im Museo Archeologico Regionale Paolo Orsi
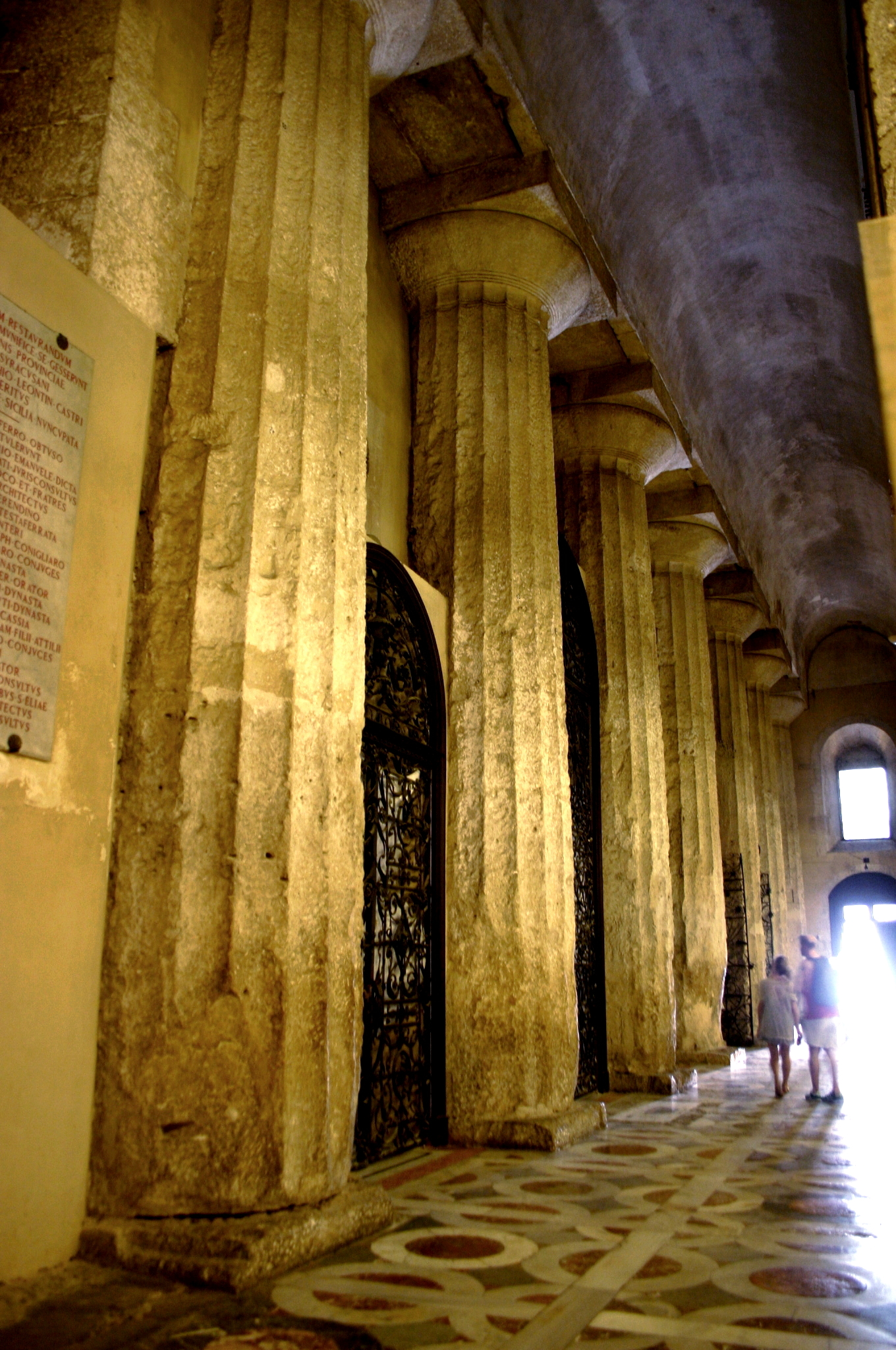
Rechte Innenwand

Heutzutage sind die Säulen der linken Seite teilweise von außen sichtbar, von innen sieht man auch neun Säulen der eingemauerten Säulenreihe der rechten Seite und die Vorräume der Cella (Opisthodom und Pronaos). Einzelne Marmorziegel und Abtropfsteine in Löwenkopfform können im Archäologischen Museum besichtigt werden.

### Umbau zur christlichen Basilika

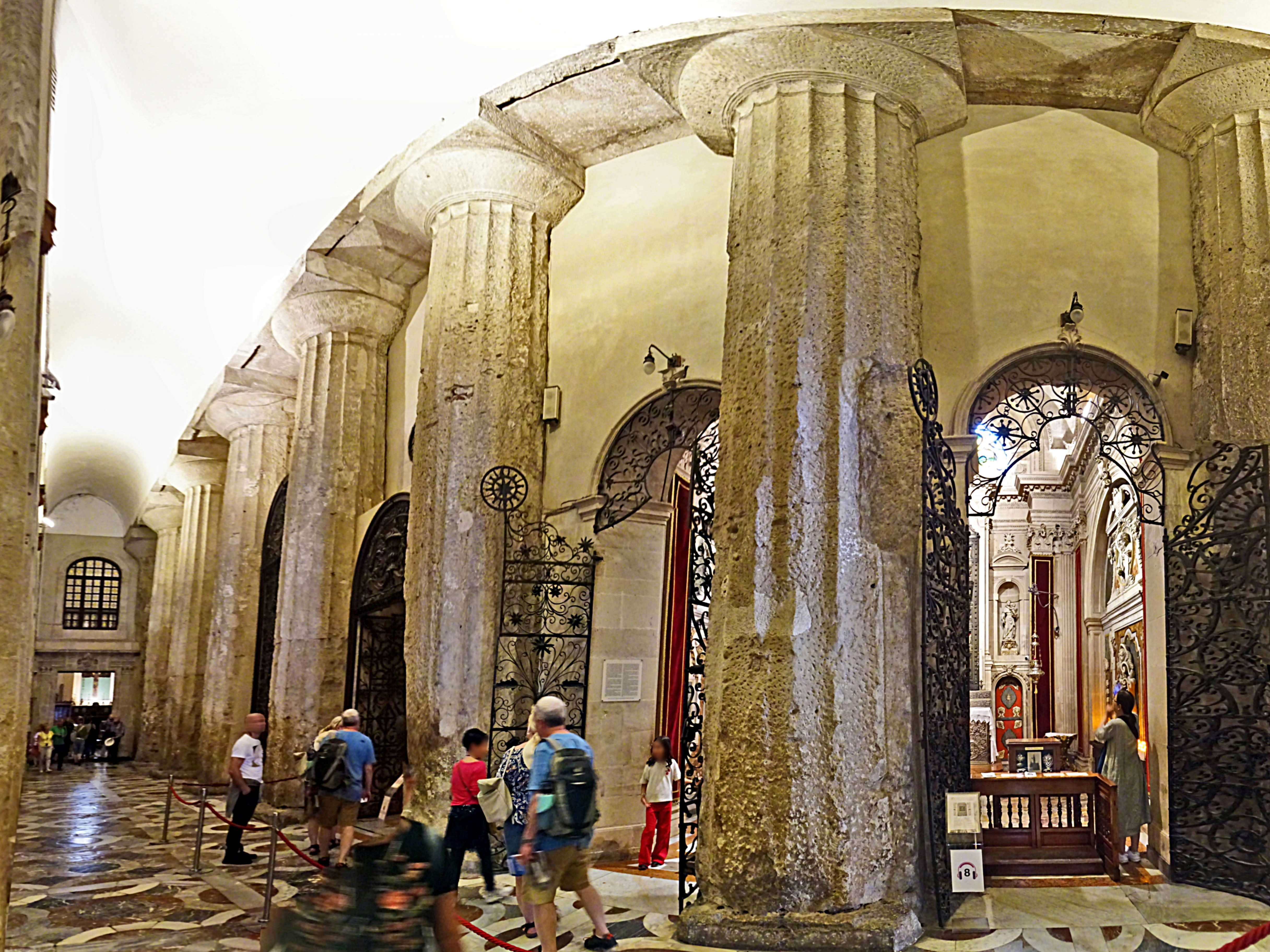
Reste des Athenatempels

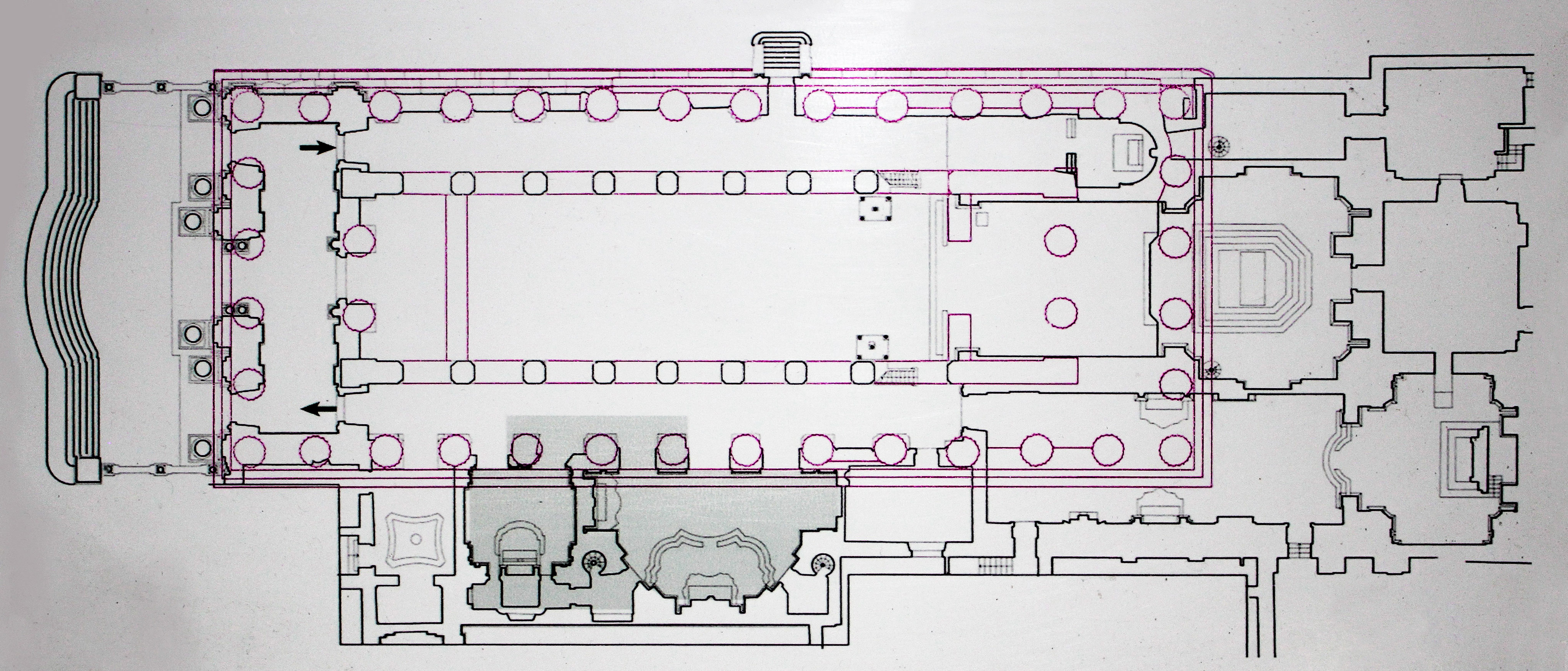
Grundriss Athenatempel (rot) und heutiger Dom (schwarz)

Ab dem 7. Jahrhundert wurde der Tempel zur christlichen Kirche umgebaut. Dazu wurden die Zwischenräume zwischen den dorischen Säulen vermauert, die Mauer der Cella hingegen mit acht Öffnungen auf jeder Seite durchbrochen, sodass der Eindruck einer dreischiffigen Basilika entstand. Auch die Trennmauern zum vorderen (Pronaos) und hinteren Vorraum (Opisthodom) wurden dabei entfernt und somit der Innenraum in der Längsachse erweitert.
Nach einer Nutzung als Moschee während der islamischen Herrschaft wurde der Bau 1095 erneut als Kirche geweiht. In der normannischen Zeit wurden die Bögen erhöht und Fenster in die Außenwände gebrochen. Die Apsis erhielt Mosaikschmuck.
Der vielfarbige Pflasterboden entstand im 15. Jahrhundert. 1518 bekam das Kirchenschiff sein Holzdach, das noch immer erhalten ist. Ab 1728 wurde die durch das große Erdbeben 1693 beschädigte Fassade im Stil des sizilianischen Barock erneuert. Diese Arbeiten unter der Leitung von Andrea Palma dauerten bis 1753 an.

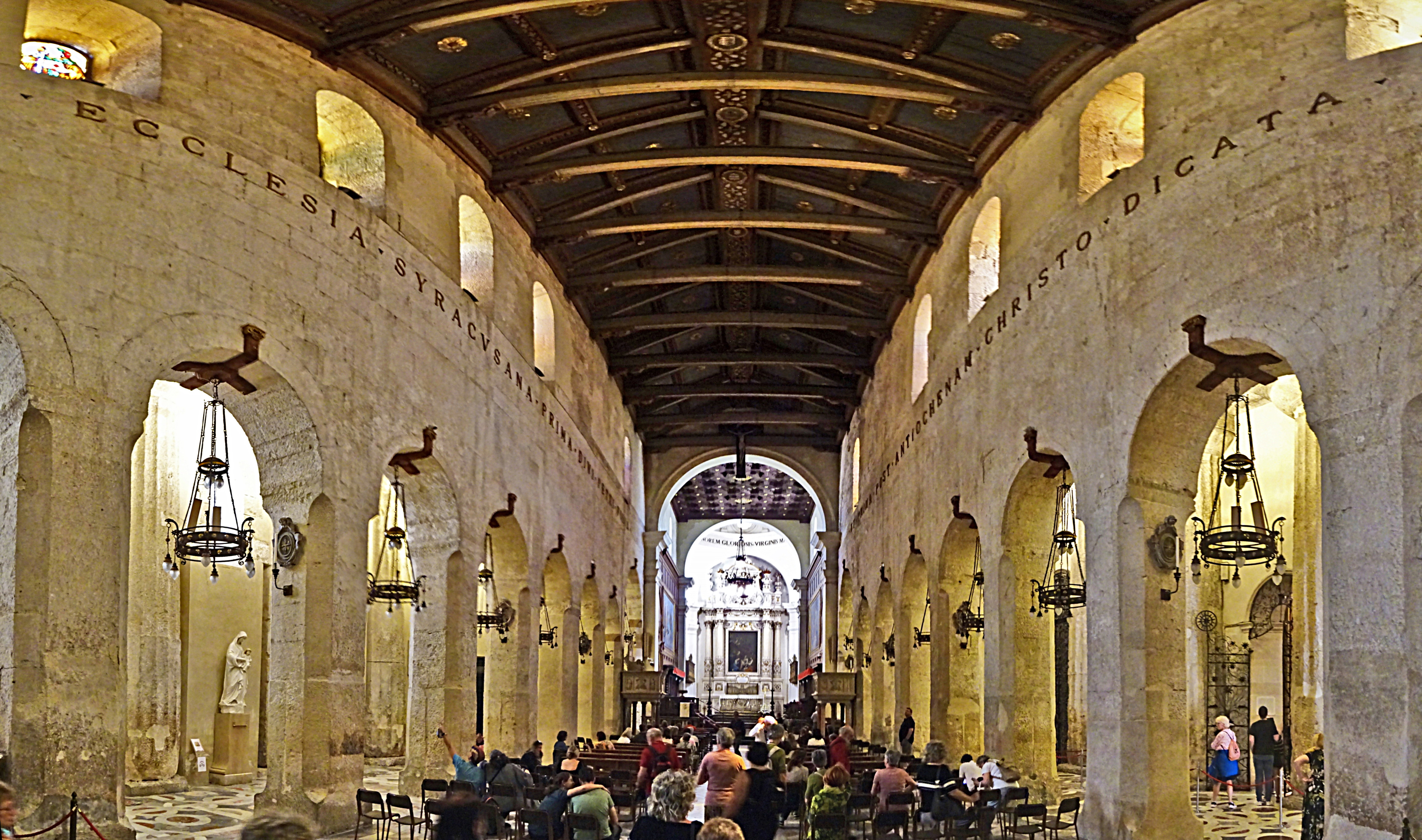
Innenansicht nach Osten

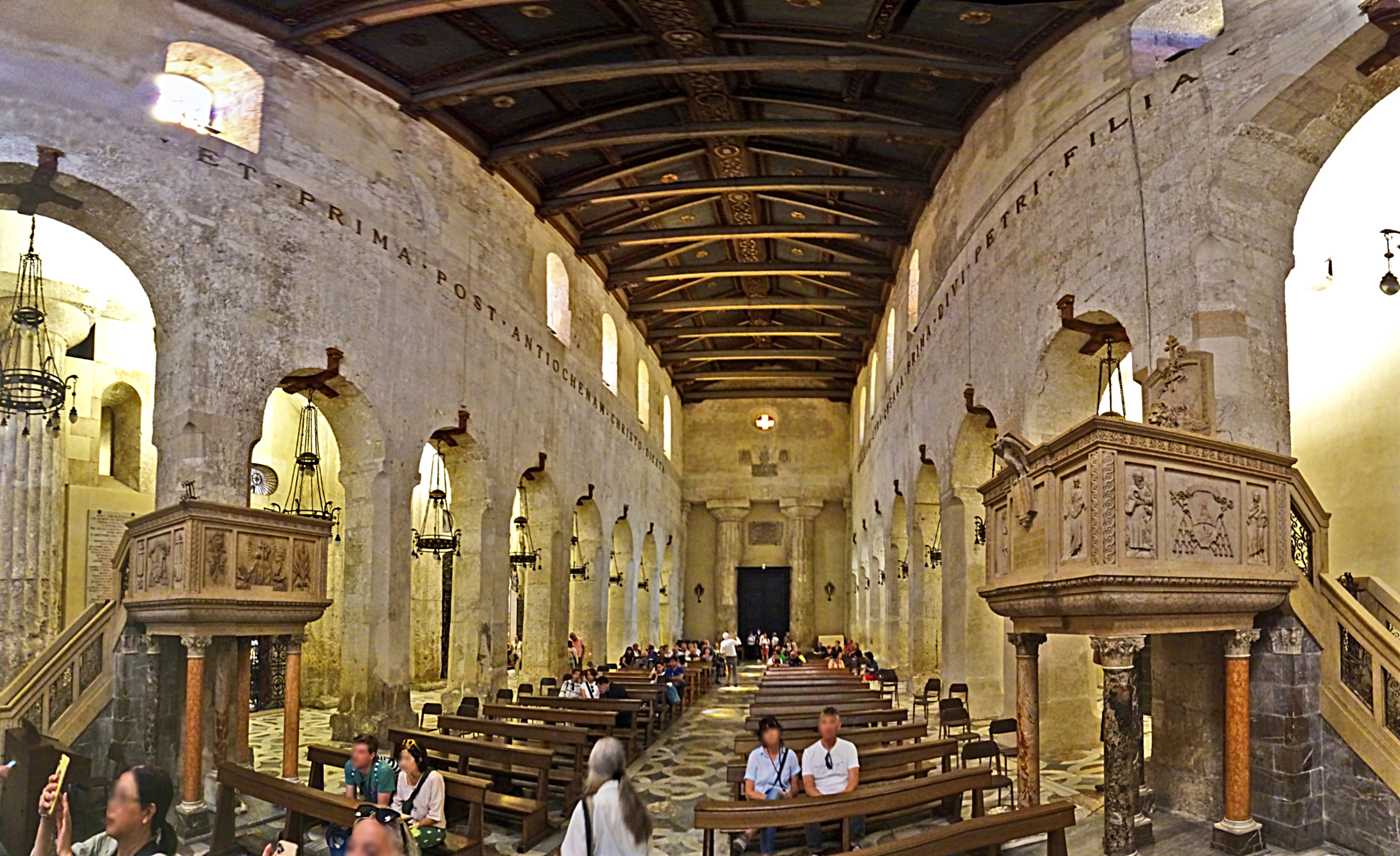
Innenansicht nach Westen

## Beschreibung

### Fassade
Der Architekt Andrea Palma erstellte das Werk im frühen 18. Jahrhundert. Die Fassade weist einen komplexen Aufbau mit einem sehr barocken Ausdruck aus. Sie zeigt zwei horizontale Ordnungen, die durch ein Gebälk mit Vorsprüngen getrennt werden. Die drei großen Statuen an der Fassade von Ignazio Marabitti entstanden bis 1757. Den unteren Teil prägen sechs Säulen mit korinthischem Kapitell, die vier inneren stützen einen gebrochenen Giebel und umgeben das Portal. Die beiden äußeren tragen die Statuen der Stadtheiligen, Marcian und Lucia. Der obere Teil weist vier korinthische Säulen auf, die einen weiteren Giebel tragen, über dem eine Eisenkreuz mit zwei flankierenden Engeln aufragt. Insgesamt weist er eine Trapezform auf, in deren Zentrum eine Bogennische die Statue der Maria Immaculata zeigt, von den Syrakusanern Marònna ro Pilèri genannt. Vor der Fassade stehen die Statuen der beiden Apostel Petrus und Paulus.

### Hochaltar
Der Altartisch besteht aus einem Monolithen, dem ehemaligen Türsturz des Tempelportals. Das Altargemälde zur Geburt Mariae gilt als Werk von Agostino Scilla (1653). Der ältere Chor musste nach 1693 renoviert werden.

### Kapellen

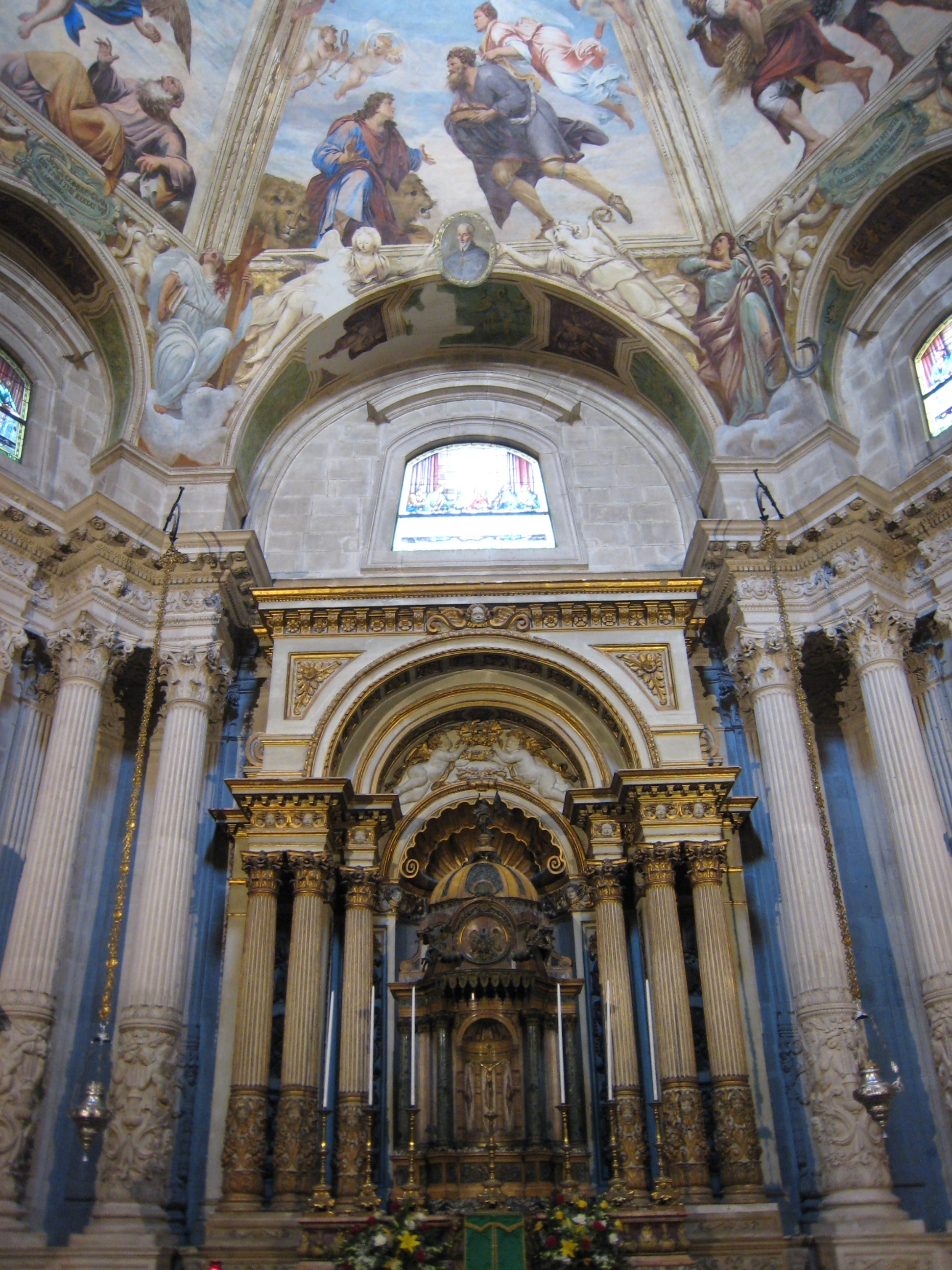
Sakramentskapelle

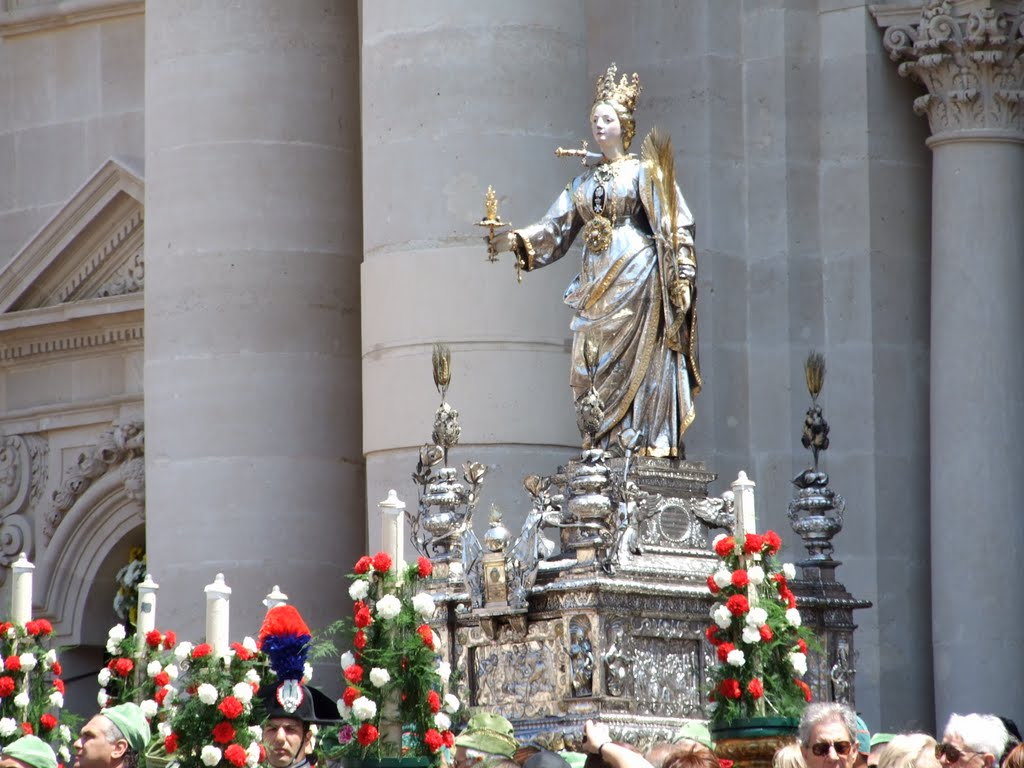
Luciastatue in der Prozession

Das rechte Seitenschiff nehmen mehrere Kapellen ein. In der Reihenfolge von hinten nach vorne sind dies:
- Taufkapelle: Hier befindet sich das Taufbecken, das aus einem Marmorbecken aus hellenistischer Zeit abgewandelt wurde. Die sieben kleinen Bronzelöwen, die das Podest zieren, stammen aus dem 13. Jahrhundert.
- Kapelle der heiligen Lucia (1712): Die Form ist rechteckig mit einer Kuppel. Die Fresken, die die Kuppel schmücken, sind das Werk des Malers Mario Albertella 1926. In der Mitte der Kapelle befindet sich ein Altar, der aus einer silbernen Frontplatte besteht, die von Desio Fornò nach den Entwürfen von Mauro Troia (1750) angefertigt wurde. Hinter dem Altar befindet sich ein Ölgemälde auf Leinwand, das die Jungfrau Lucia aus dem dreizehnten Jahrhundert darstellt. Im Altar liegt eine Knochenreliquie der Heiligen. – Die kostbare Silberstatue der Heiligen von Pietro Rizzo aus dem Jahr 1599 steht in einem geschlossenen Holzschrein, der nur zweimal jährlich zu besonderen Festen geöffnet wird, um eine Prozession durch die Stadt zu begehen. Dies sind der erste Maisonntag und der 13. Dezember, das Namensfest.[1]
- Sakramentskapelle: Auf polygonalem Grundriss und mit Fresken von Agostino Scilla auf dem Gewölbe (1657) ist sie die prächtigste der Kapellen, geplant von Giovanni Vermexio.
- Kreuzkapelle: Sie wurde am Ende des 17. Jahrhunderts an Stelle der zerstörten südlichen, kleineren Apsis errichtet. Die Zuweisung des Gemäldes, das den heiligen Zosimo darstellt, ist unsicher. Möglicherweise stammt es von Antonello da Messina. Daneben gibt es ein Gemälde des hl. Marcian von einem unbekannten Maler.

Auf der linken Seite findet sich die Kapelle der Madonna della Neve (Schneemadonna), ein Werk von Antonello Gagini 1512. Sie hat das Erdbeben von 1693 unbeschadet überstanden. Daneben gibt es noch ein älteres Bild der Schneemadonna.

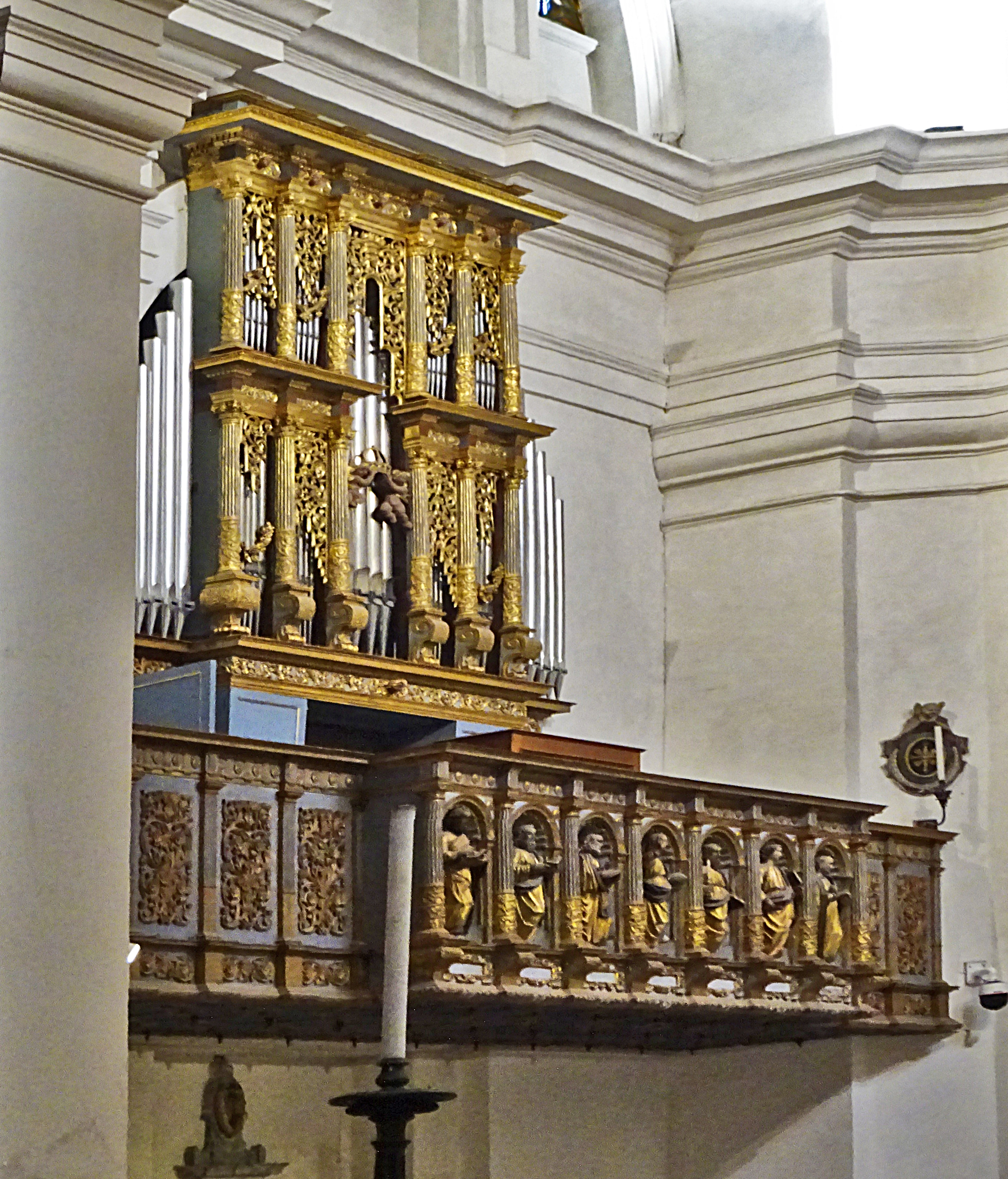
Polizzi-Orgel

### Orgel
Die Orgel mit 37 Registern, verteilt auf 2 Manuale und Pedal sowie 2308 Pfeifen von 5,50 Metern Höhe bis zu 2 cm, wurde 1914 von  Michele und Agostino Polizzi errichtet. Sie befindet sich in der Apsis auf der linken Chor-Empore und wurde nach mehr als 30 Jahren Funktionsfähigkeit in der Werkstatt von Antonio und Alessandro Bovelacci (Ragusa 2013–2015) restauriert. Beide sind ehemalige Schüler von Maestro Michele Polizzi junior aus Modica.

## Einzelbelege
1. ↑  An der Prozession der Hl. Lucia in Syrakus teilnehmen. Sicily-Holiday.com, abgerufen am 8. Februar 2023.
2. ↑  Orgelbauer Polizzi
3. ↑  Orgel-Restaurierung

Koordinaten: 37° 3′ 35″ N, 15° 17′ 36″ O